# Leonard Myles-Mills
Leonard Myles-Mills, ganski atlet, * 9. maj 1973.
Sodeloval je na atletskem delu poletnih olimpijskih igrah leta 2004.